# Capinzal (kommun)
Capinzal är en kommun i Brasilien.   Den ligger i delstaten Santa Catarina, i den södra delen av landet, 1 400 km söder om huvudstaden Brasília. Antalet invånare är 20 771.
Följande samhällen finns i Capinzal:
- Capinzal

I omgivningarna runt Capinzal växer huvudsakligen savannskog. Runt Capinzal är det ganska tätbefolkat, med 67 invånare per kvadratkilometer.